# 岡井藤之丞
岡井 藤之丞（おかい とうのじょう、1866年4月22日（慶應2年3月8日）- 1944年（昭和19年）12月19日）は日本の政治家、弁護士。衆議院議員（中央倶楽部）。

## 略歴
1866年（慶應2年3月）、美濃国郡上郡八幡町に生まれる。1886年（明治19年）に東京法学校(現・法政大学)を卒業し、代言人試験に合格する。
1899年（明治32年）に岐阜県会議員に当選し、第17代副議長をへて、1903年（明治36年）、第8回衆議院議員総選挙に出馬し、当選する。第9回衆議院議員総選挙、第10回衆議院議員総選挙に連続当選する。 また、1904年（明治37年）の日露戦争においての功労により勲四等旭日小綬章を受章する。
1944年（昭和19年）12月19日に死去。